# Khublai Kan
Khublai Khan o Kubilai (en mongol: Хубилай хаан, xinès: 忽必烈汗) (23 de setembre de 1215 - 18 de febrer de 1294), va ser el cinquè i l'últim kan (1260-1294) de l'Imperi Mongol. El 1271 va fundar la dinastia Yuan i en va esdevenir el primer emperador. Hàbil administrador, industrialitzà la Xina i protegí la cultura xinesa, el budisme i els nestorians. Fou el primer governador mongol que efectuà la transformació d'un conqueridor nòmada a un governador d'una societat sedentària.
Era el segon fill de Tolui Khan i de Sorghaghtani Beki i net de Genguis Kan. La guerra civil entre ell i el seu germà Ariq Boke per la successió del seu germà més gran Möngke (mort el 1259 durant el setge de Diaoyucheng), van marcar el final d'un imperi unificat.

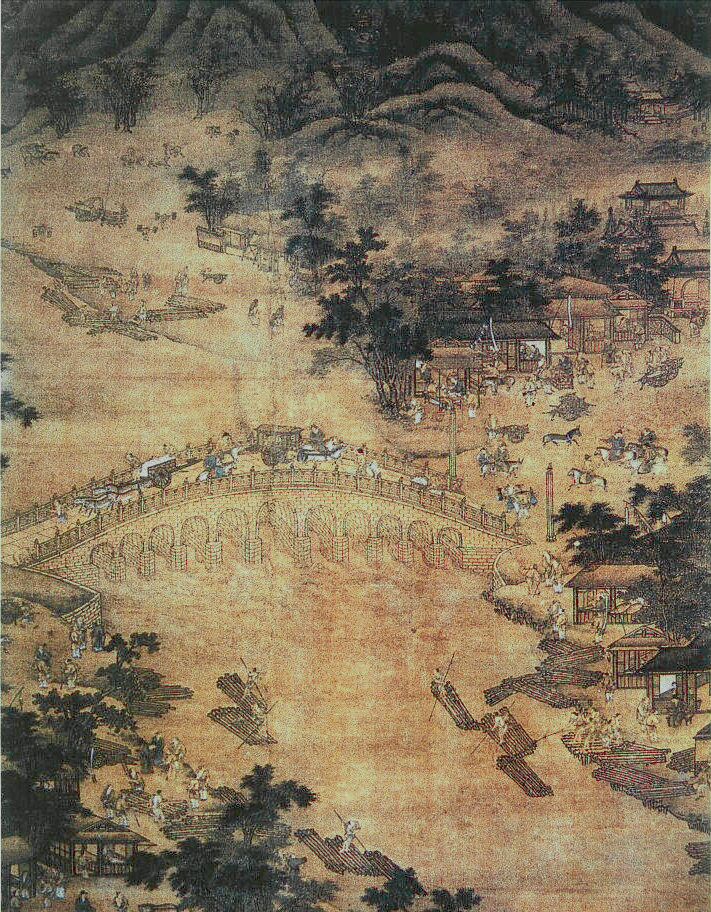
Obrers que transporten materials de construcció a Cambaluc

El 1267 va traslladar la capital a Cambaluc (actualment el nord de Pequín), on acollí el viatger Marco Polo, un cop acabada la conquesta de l'imperi Song. Intentà, infructuosament, l'annexió del Japó (1274-81), Indoxina (1283-87) i Java (1293), però aconseguí la submissió de Corea, de l'Imperi Khmer de Cambodja i del regne de Txampa al sud de l'actual Vietnam.

## Primers anys
Khublai va estudiar la cultura xinesa i se n'enamorà. El 1251, el seu germà Möngke va esdevenir gran kan de l'Imperi Mongol i ell fou designat governador dels territoris al sud de l'imperi. Durant els seus anys com a governador, va administrar correctament aquests territoris, impulsant la producció agrícola de Henan i incrementant el benestar social després de rebre Xi'an. Aquesta política fou ben acceptada pels senyors de la guerra xinesos i també va ser essencial per a la constitució la futura dinastia Yuan.

### Conquesta de Dali

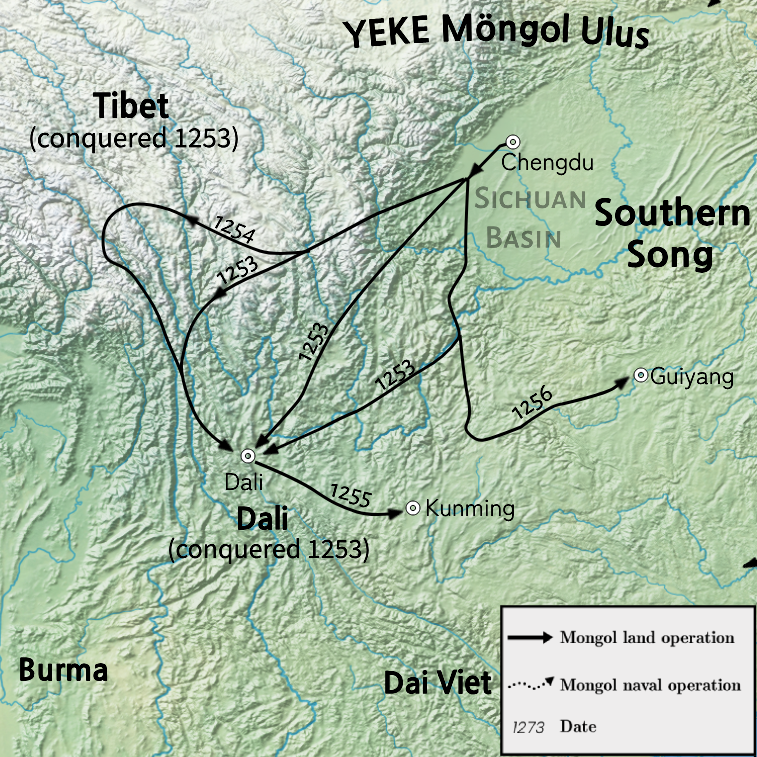
Invasió mongol de Dali

Després que els Dali executessin els tres enviats mongols que havien anat a demanar la seva submissió, Möngke va enviar Kublai al Regne de Dali el 1253 per flanquejar el Song. La família Gao va dominar la cort, va resistir i va assassinar enviats mongols.  Els mongols van dividir les seves forces en tres. La primera columna es va dirigir cap a l'est a la conca de Sichuan, la segona comandada per Uryankhadai, el fill de Subotai va prendre un camí difícil cap a les muntanyes de l'oest de Sichuan, i el mateix Kublai va comandar la tercera que es va dirigir cap al sud sobre les prades, trobant-se amb la primera columna.  Mentre Uryankhadai entrava al galop per la vora del llac des del nord, Kublai va prendre la capital de Dali i va salvar els residents malgrat l'assassinat dels seus ambaixadors. El rei dali Duan Xingzhi va desertar als mongols, que el nomenaren maharajà i hi van col·locar un comissari de pacificació, i van utilitzar les seves tropes per conquistar la resta de Yunnan. Després de la marxa de Kublai, va esclatar el malestar entre els Jang Negre (un dels principals grups ètnics del regne de Dali). El 1256, Uryankhadai, havia pacificat completament Yunnan. Els caps Tusi i els líders de les tribus locals i els regnes de Yunnan, Guizhou i Sichuan es van sotmetre al domini de Yuan i se'ls va permetre mantenir els seus títols. Després el general Uriyangqatai va atacar els tibetans, als quals va forçar a reconèixer el vassallatge mongol, i va capturar Hanoi en 1257.

### Invasions mongoles de Corea
Goryeo va resistir les invasions de l'Imperi Mongol durant gairebé 30 anys controlat de facto per una successió de dictadors semblant a un shogunat Amb l'ascens de Möngke, va renovar les seves demandes a Goryeo, que va enviar Jalairtai amb l'exèrcit el juliol de 1253 devastant el camp, i el mateix rei Gojong de Goryeo es va reunir amb enviats mongols per acordar un alto el foc a principis de 1254, però quan els mongols van saber que el fillastre del rei, ostatge dels mongols, no era de la línia reial i que els oficials de Goryeo que havien cooperat amb els mongols havien estat executats, van envair de nou el juliol de 1254 provocant estralls més generalitzats que anteriorment i més de 200.000 persones es van prendre com a esclaus i la fam es va apoderar del regne. L'exèrcit mongol va marxar amb els captius cap al nord el desembre sense cap resolució política. En 1255 els mongols van llançar incursions marítimes al llarg de la costa coreana en vaixells construïts per artesans coreans capturats i un gran exèrcit liderat acompanyat dels ostatges es va reunir a Gapgot Daean per atacar l'illa de Ganghwa, on estava la capital del regne, però l'exèrcit es va retirar. El shikken Choe Ui va ser assassinat en 1258 per opositors a la cort i el rei va assumir control personal del govern i va indicar la seva intenció de negociar una pau i es va fer la pau amb els mongols enviant ostatges a la cort mongol com a prova de bona voluntat, però en la rebel·lió Sambyeolcho un grup d'oficials coreans van deposar Wonjong de Goryeo i van decidir mantenir la lluita. La família reial coreana va demanar ajut a Möngke, que va derrotar els rebels el 1273.

### Invasió mongol de Vietnam
Els mongols van conquerir Đại Việt després de la batalla de Bình Lệ Nguyên en 1258, fent-lo tributari, però amb la lluita de successió entre Arig Boke i Kublai, Đại Việt i Txampa, els dos regnes de Vietnam van quedar en pau.
Amb la dinastia Song ja conquerida, el 1283, Kublai Khan i la dinastia Yuan van llançar una invasió naval de Txampa que va donar lloc a l'establiment de relacions tributàries entre el regne vietnamita, abans estat tributari de la dinastia Song i la dinastia Yuan. Vijaya va ser capturada per l'exèrcit Yuan liderat pel comandant mongol Sogetu a principis de 1283. Els mongols van ser finalment expulsats, però la ciutat va ser saquejada.

Mapa de la segona invasió del Vietnam, amb els mongols (negre) atacant des del nord i des del sud.

Amb la intenció d'exigir un major tribut i la supervisió directa dels Yuan dels afers locals a Đại Việt i Txampa, els Yuan van llançar una altra invasió el 1285 que no va aconseguir els seus objectius per la seva derrota a la batalla de Chương Dương, i una tercera invasió el 1287, que tot i la derrota mongol a la batalla del riu Bạch Đằng tant Đại Việt com Txampa van decidir acceptar la supremacia nominal de la dinastia Yuan i es van convertir en estats tributaris per evitar més conflictes.

### Conquesta de Song
El 1258 en un kurultai celebrat a Mongòlia, Möngke va decidir agafar la direcció de la guerra contra els Song personalment. Amb el principal exèrcit mongol va avançar del Shensi a Sichuan l'octubre del 1258 i va conquerir Pao-ning vers desembre del 1258, però tot i grans esforços no va poder conquerir Diaoyucheng, i va morir l'11 d'agost de 1259 de disenteria, que havia agafat durant el setge.
Khublai va continuar els atacs des de l'est baixant de l'Hopei amb un altre exèrcit i assetjava Wu-tcheu (moderna Wu-tchang) al Yang-tse mitjà, enfront de Han Keu a l'Hopei; al mateix temps el general Uriyangqatai, que havia tornat des del Tonquín al Yunnan a finals del 1257, va passar al Kwangsi on va atacar Kuei-lin, i va seguir cap a Honan per assetjar Tchang-cha. Així els Song es veien atacats pel nord i el sud.
Quan Möngke va morir en 1259, dels quatre potencials pretendents a kagan, Hülegü de l'Ilkanat i Börke de l'Horda d'Or van renunciar, i van quedar Arig Boke, que controlava Mongòlia des de Karakorum i Khublai, que dominava la Xina, amb visions oposades del futur, doncs mentre Arig Boke volia mantenir el govern des de Karakorum, Khublai volia fer-ho des de les grans ciutats xineses.
En rebre notícies que el seu germà, Arig Boke havia convocat un kurultai en què havia estat escollit gran kan el juny de 1260. Khublai va signar una treva amb el ministre song Kia Sseu-tao que establí el Yang-tse de frontera, i llavors va tornar al Hopei amb el seu exèrcit. Quan Arig Boke va dirigir-se a Kaiping, la capital de Khublai, aquest va convocar una assemblea a Cambaluc que el va proclamar gran kan desencadenant la Guerra Civil Toluida.

### La guerra civil mongol
Khublai va retirar les tropes del front signant una treva amb el ministre song Kia Sseu-tao que establí el Yang-tse de frontera, i llavors va tornar a l'Hopei amb el seu exèrcit. i Hülegü la guerra a Palestina i retornà a les estepes de Mongòlia, amb el propòsit d'oposar-se a la proclamació d'Arig Boke.
Arig va enviar Alandar per apoderar-se del corredor de Gansu que uneix el nord de la Xina amb Àsia Central on va ser derrotat i mort per Kadan, un fill d'Ogodei, i part de l'exèrcit d'Arig també era derrotat per les tropes de Khublai a Baski, tallant el subministrament d'aliments a Mongòlia des del nord de la Xina. L'uighur Lian Xixian va derrotar Liu Taiping, aliat d'Arig al nord-oest de la Xina i va expulsar els partidaris d'Arig de Liangzhou i Ganzhou. Al sud-oest de la Xina, les seves forces van protegir Sichuan de les tropes invadides d'Ariq Böke. Kublai va pagar generosament a Kadan i Lian Xixian pel seu servei militar en regals i promocions.
Boke va instaurar Alghun, net de Txagatai al Kanat de Txagatai deposant Mubarak Shah, el primer kan musulmà, que governava sota la regència de la seva mare Arghanah Khatun i li va ordenar a Alghu defensar l'àrea de les forces d'Hülegü, i la possible presència de Börke de l'Horda D'Or.
Arig es va retirar a la vall del riu Yenisei al nord-oest de Mongòlia des de la insostenible Karakorum. A l'estiu, Arig va intentar prendre el control de Mongòlia a Khublai guanyant una primera batalla però Khublai va enviar un altre exèrcit contra el seu germà, derrotant-lo el novembre de 1261 al llac Shimultai i poc després al Gran Khingan. Arig va haver d'abandonar Mongòlia definitivament, retrocedint al riu Yenisei. Alghu va abandonar a Arig Boke, matant als seus enviats, mentre que Kaidu va romandre lleial a Arig Boke. Alghu i Arig Boke aviat van entrar en conflicte directe, amb Alghu guanyant el primer enfrontament, però després en el segon, Arig Boke va sortir victoriós, i va forçar a Alghu a fugir cap a l'oest. En 1262 les forces de Khublai van entrar a Karakorum però un aixecament al seu territori xinès va aturar l'avanç mentre Börke podia donar suport a Arig per l'esclat de la guerra entre ell i Hülegü pel Caucas.
Alghu va començar a atacar les possessions de l'Horda Blava a Coràsmia i Transoxiana, expulsant els representants de Börke i a finals de l'any va declarar per Khublai. L'única oportunitat d'Arig d'aconseguir qualsevol cosa depenia dels recursos dels txagatais, i el 1263 des de la seva base al Yenisei va atacar Alghu obligant-lo a fugir a Kashgar, mentre els Song envaien el nord de la Xina impedint que Khublai l'ajudés. Khublai va enviar Hao Jing per negociar una resolució pacífica de la guerra amb els Song però l'oferta no fou acceptada i el negociador, empresonat. Arig Boke finalment es va rendir a Khublai en 1263. Va ser empresonat per Khublai i va morir misteriosament pocs anys després de la seva rendició, amb rumors que havia estat enverinat en secret.

## Emperador de la Xina
El 1271 Khublai (世 祖 忽 必 烈 順 帝) va crear oficialment la dinastia Yuan 元, i va establir la nova capital a Dadu (Pequín, Xina) l'any següent. Khublai va prendre va intentar, sense èxit, recuperar el control dels Txagataïdes i Ogodeïdes i l'Imperi mongol es va fracturar en quatre khanats o imperis separats, cadascun perseguint els seus propis interessos i objectius: el khanat de l'Horda d'Or al nord-oest, el Kanat de Txagatai a l'Àsia central, l'Ilkanat a l'Iran i la dinastia Yuan a la Xina, amb seu a Cambaluc, l'actual Beijing.

### Unificació de la Xina
Per a unificar la Xina, Khublai va començar una gran ofensiva contra els últims reductes de la dinastia Song. El 1275, un exèrcit Song de 130.000 homes comandats pel canceller Jia Sidao va ser derrotat pel recentment nomenat comandant en cap Bayan Chingsang. El 1276, la major part del territori Song havia estat ocupat per les forces Yuan i en la batalla de Yamen al delta del riu Perla el 1279, l'exèrcit Yuan, dirigit pel general Zhang Hongfan, aixafà finalment la resistència Song. El darrer emperador, Bing de Song, de vuit anys, es va suïcidar, juntament amb el seu primer ministre Lu Xiufu.
Com a emperador de la Xina, Khublai va treballar per minimitzar les influències dels governadors regionals que havien tingut un immens poder abans i durant la Dinastia Song. La seva desconfiança vers l'ètnia Han va fer que nomenés oficials persones d'altres grups ètnics.
Va ser el primer governant mongol a convertir-se formalment al budisme, específicament al budisme tibetà, gràcies a la predicació del lama Drogön Chögyal Phagpa, de l'escola Sakya. Tot i la seva conversió sempre va mostrar gran tolerància vers la resta de religions i es va fer rodejar de consellers de diferents religions. Emperò la seva conversió va significar un gran impuls del budisme, que més tard es consolidaria a tot el país amb el seu descendent Altan Khan.
Va introduir el paper moneda, però no va reeixir per la falta de disciplina fiscal i per culpa de la inflació. El seu imperi va ser visitat per diversos europeus com Marco Polo, que va anar a la capital i es convertí fins i tot en conseller. Va conquerir Dali (Yunnan), i Gorieo (Korea). Sota la pressió dels seus consellers mongols, Khublai va intentar conquerir el Japó, Birmania, el Vietnam i Java. Tots els intents van acabar en fracàs, i augmentà encara més la inflació. Khublai també va obligar a capitular els senyors de la guerra del nord-est i nord-oest, amb la qual cosa assegurà l'estabilitat d'aquestes regions.
Va reorganitzar l'administració xinesa dividint el territori en províncies i establint una divisió per classes: la dominant dels mongols (propietaris i senyors), els funcionaris i comerciants estrangers (d'origen turc, europeu o asiàtic), la petita burgesia (amb majoria coreana i xinesos del nord), i les masses sense drets del sud de la Xina. La dinastia Yuan va regnar a la Xina fins que fou substituïda pels Ming el 1368.

### Invasió mongol de Vietnam
Amb la dinastia Song ja conquerida, el 1283, durant el regne d'Indravarman V, Kublai Khan va llançar una invasió naval de Txampa que va donar lloc a l'establiment de relacions tributàries entre el regne vietnamita, abans estat tributari de la dinastia Song. Vijaya va ser capturada i saquejada per l'exèrcit Yuan liderat pel comandant mongol Sogetu a principis de 1283 i Indravarman V va decidir pagar tribut i comprar la pau i els mongols van marxar. Amb la intenció d'exigir un major tribut i la supervisió directa dels Yuan dels afers locals a Đại Việt i Txampa, els Yuan van llançar una altra invasió el 1285 que no va aconseguir els seus objectius per la seva derrota a la batalla de Chương Dương, però Indravarman V es va fer tributari dels Yuan. Una tercera invasió va tenir lloc el 1287 sent derrotada a la batalla del riu Bạch Đằng i els mongols van retornar a la Xina. A la mort d'Indravarman V el seu fill Jaya Simhavarman III es va convertir en el nou rei de Txampa. Amb l'accés en 1294 del nou emperador Yuan, Temür Kan, es va anunciar que la guerra amb Đại Việt havia acabat, i va enviar una missió a Đại Việt per restablir les relacions amistoses entre els dos països. La lluita mútua contra els mongols va apropar Đại Việt i Txampa i l'emperador Trần Nhân Tông de Đại Việt va casar la seva filla, Huyền Trân, amb Jaya Simhavarman III en 1306 a canvi de les províncies de Chau O i Chau Ly.

### Invasió mongol de Birmània
L'any 1283 l'imperi fou amenaçat pel general mongol Sügetü a les ordres de Khublai Khan, i el 1285 rei va evitar fer la guerra contra aquest enemic tan poderós, que aleshores governava tota la Xina, pagant-li un tribut anual.

## Últims anys

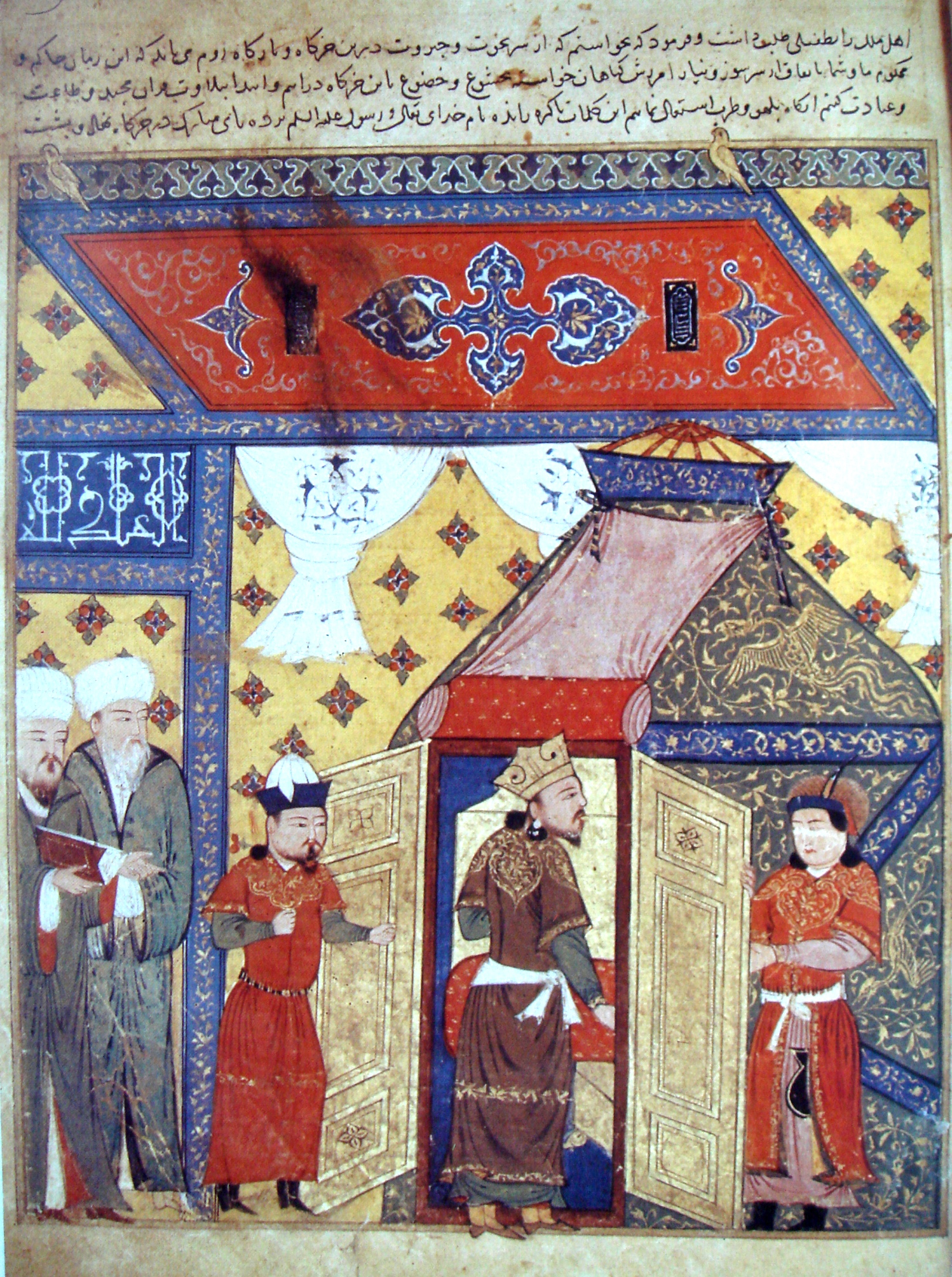
A la Pèrsia de l'Ilkanat, Ghazan es va convertir a l'islam i va reconèixer Kublai Khan com el seu sobirà.

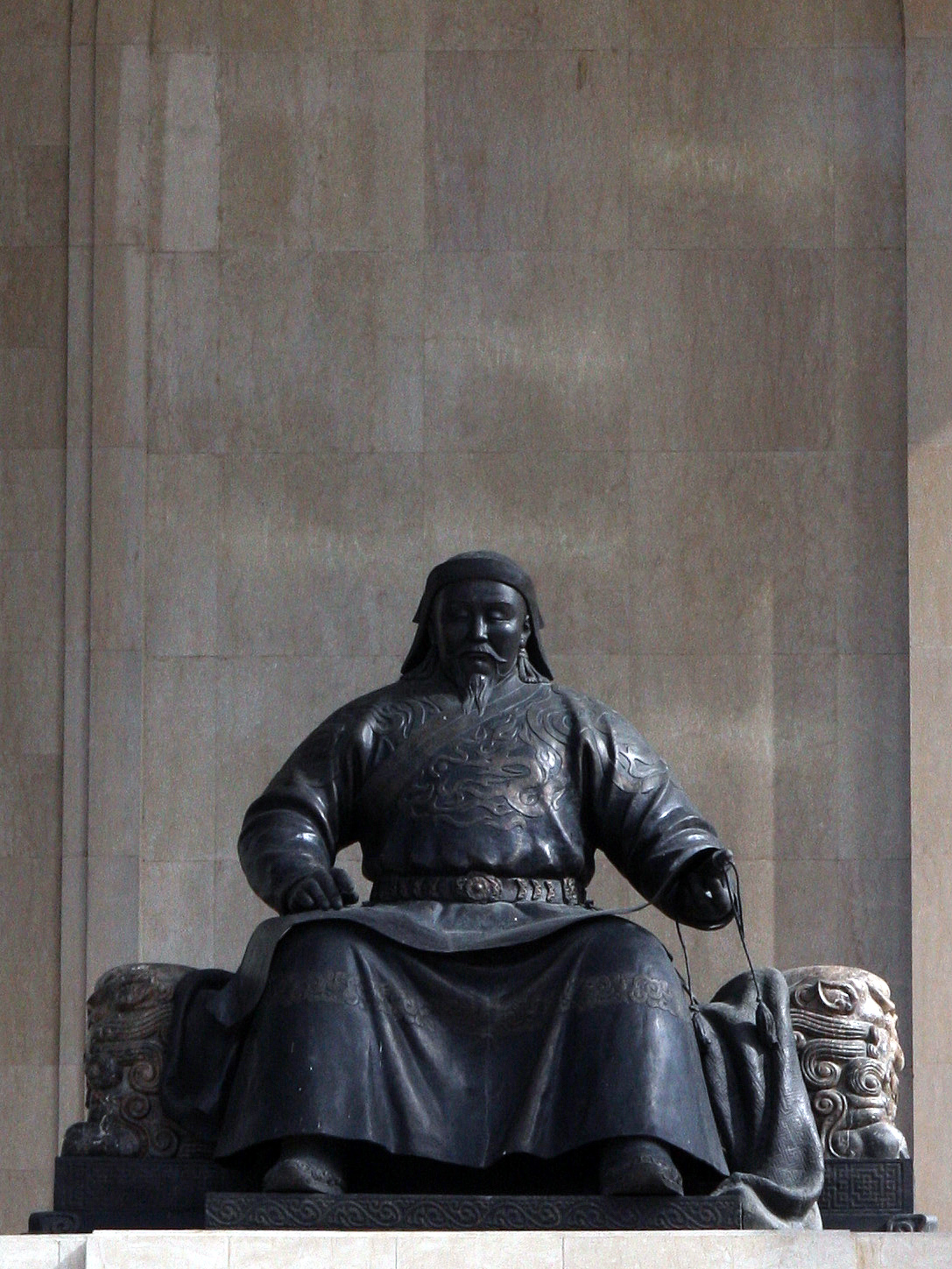
Estàtua de Kublai Khan a la plaça Sükhbaatar, Ulaanbaatar. Juntament amb les estàtues d’Ogodei i les estàtues de Genguis Kan, molt més grans, forma un complex d'estàtues dedicat a l'Imperi mongol.

Kublai Khan va enviar el seu net Gammala a Burkhan Khaldun l'any 1291 per assegurar la seva reclamació a Ikh Khorig, on va ser enterrat Gengis, un lloc sagrat fortament protegit pels kublaids. Bayan tenia el control de Karakorum i estava restablint el control de les àrees circumdants el 1293, de manera que el rival de Kublai, Kaidu, no va intentar cap acció militar a gran escala durant els tres anys següents. A partir de 1293, l'exèrcit de Kublai va eliminar les forces de Kaidu de l'Altiplà de la Sibèria Central.
Després de la mort de la seva dona Chabi el 1281, Kublai va començar a retirar-se del contacte directe amb els seus consellers, i va donar instruccions a través d'una de les seves altres reines, Nambui. Només dues de les filles de Kublai es coneixen pel seu nom; podria haver tingut d'altres. A diferència de les dones formidables de l'època del seu avi, les dones i filles de Kublai eren una presència gairebé invisible. L'elecció original de successor de Kublai va ser el seu fill Zhenjin, que es va convertir en el cap dels Zhongshu Sheng i va administrar activament la dinastia segons la moda confuciana. Nomukhan, després de tornar de la captivitat a l'Horda d'Or, va expressar el ressentiment perquè Zhenjin havia estat fet hereu, però va ser desterrat al nord. Un funcionari va proposar que Kublai abdiqués a favor de Zhenjin el 1285, un suggeriment que va enfadar Kublai, que es va negar a veure Zhenjin. Zhenjin va morir poc després el 1286, vuit anys abans que el seu pare. Kublai es va penedir d'això i es va mantenir molt a prop de la seva dona, Bairam (també coneguda com a Kokejin).
Kublai es va tornar cada cop més desanimat després de la mort de la seva dona preferida i el seu hereu escollit Zhenjin. El fracàs de les campanyes militars a Vietnam i Japó també el perseguia. Kublai va recórrer al menjar i a la beguda per a la comoditat, va tenir un sobrepès greu i va patir gota i diabetis. L'emperador es va dedicar en excés a l'alcohol i a la dieta mongol tradicional rica en carn, que podria haver contribuït a la seva gota. Kublai es va enfonsar en una depressió a causa de la pèrdua de la seva família, la seva mala salut i l'avançament de l'edat. Kublai va provar tots els tractaments mèdics disponibles, des de xamans coreans fins a metges vietnamites, i remeis i medicaments, però sense èxit. A finals de 1293, l'emperador es va negar a participar en la tradicional cerimònia d'Any Nou. Abans de la seva mort, Kublai va passar el segell del príncep hereu a Temür, fill de Zhenjin, que es convertiria en el següent Khagan de l'Imperi mongol i el segon governant de la dinastia Yuan. Buscant un vell company per consolar-lo en la seva última malaltia, el personal del palau només podia triar Bayan, més de 30 anys més jove que ell. Kublai es va debilitar constantment i el 18 de febrer de 1294 va morir als 78 anys. Dos dies després, el cortègi fúnebre va portar el seu cos al lloc de sepultura dels khans a Mongòlia.

## Família

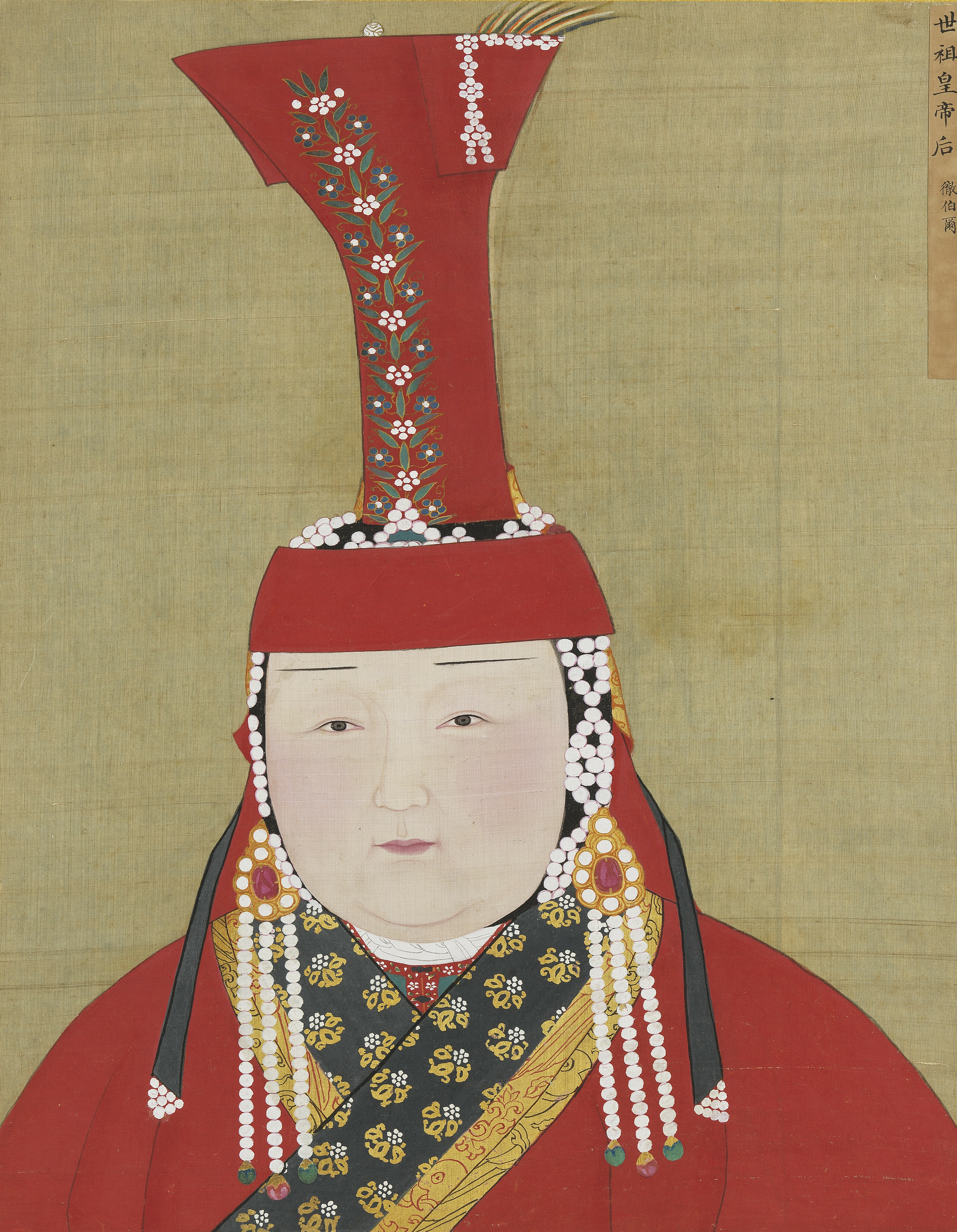
Chabi, un budista que era el Khatun de Kublai i emperadriu de l'Imperi mongol

Kublai es va casar primer amb Tegulen, però ella va morir molt aviat. Després es va casar amb Chabi de Kungrats, que era la seva emperadriu més estimada. Després de la mort de Chabi el 1281, Kublai es va casar amb el jove cosí de Chabi, Nambui, probablement d'acord amb el desig de Chabi.
Esposes principals (primer i segon ordre):
- Emperadriu, del clan Bosquur de Kungrats (皇后弘吉剌氏, m. 1233), nom personal Tegülün (帖古伦), filla de Tuolian
  - Dorji (朵儿只, c. 1233 – d. 1263), primer fill
- Emperadriu Zhaorui Shunsheng, del clan Bosquur de Kungrats (昭睿順聖皇后 弘吉剌氏 1216 – d. 1281), nom personal Chabi (察必)
  - Yuelie, Gran Princesa de Zhao (赵国大長月烈公主)
    - casada amb Ay Buqa, príncep de Zhao (趙王) i va tenir descendència (quatre fills)

  - Princesa Ulujin (昌国大长吾魯真公主)
    - casat amb Buqa del clan Ikires

  - Chalun, gran princesa de l'estat de Chang (茶倫昌国大长公主)
    - casat amb Teliqian del clan Ikires.

  - Zhenjin, príncep hereu Mingxiao (明孝太子 真金 1240–1285), segon fill
  - Manggala, príncep d'Anxi (安西王 忙哥剌, c. 1242–1280), tercer fill
  - Öljei, Gran Princesa de Lu (鲁国长完泽公主)
    - casat amb Ulujin Küregen del clan Bosquur de Kungrats, príncep de Lu i va tenir descendència (una filla)

  - Nomughan, príncep de Beiping (北平王 那木罕d. 1301), quart fill
  - Nangiajin, Gran Princesa de Lu (鲁国大长囊家真公主)
    - casat amb Ulujin Küregen del clan Kungrats
    - Temür del clan Kungrats
    - Manzitai del clan Kungrats

  - Kokechi, príncep de Yunnan (雲南王 忽哥赤d.1271), 5è fill
  - Qutugh Kelmysh, reina Jangmok de Goryeo (忽都魯揭里迷失莊穆王后; 1251–1297)
    - Es va casar amb Wang Ko, Chungnyeol de Goryeo i va tenir descendència (2 fills i 1 filla)
- Emperadriu, del clan Bosquur de Kungrats (皇后 弘吉剌氏 – va desaparèixer el 1294), nom personal Nambui (南必), filla de Nachen
  - Temuchi (铁蔑赤), 11è fill

Esposes de tercer ordre:
- Emperadriu, del clan desconegut (塔剌海皇后), nom personal Talahai (塔剌海)
- Emperadriu, del clan desconegut (奴罕皇后), nom personal Nuhan (奴罕)

Esposes de quart ordre:
- Emperadriu, del clan Bayauts (皇后) Bayaujin (伯要兀真), filla de Boraqchin
  - Toghon, príncep de Zhennan (脱欢 鎮南王), 9è fill
- Emperadriu, del clan desconegut (皇后), nom personal Kökelün (阔阔伦)

Concubines:
- Lady Babahan (八八罕妃子)
- Lady Sabuhu (撒不忽妃子)
- Qoruqchin Khatun - filla de Qutuqu (germà de Toqto'a Beki) de Merkits.
  - Qoridai — Comandant de Möngke al Tibet
- Dörbejin Khatun - de la tribu Dörben
  - Aqruqchi, príncep de Xiping (西平王 奥鲁赤 d. 1306), setè fill
- Hüshijin Khatun - filla de Boroqul Noyan
  - Ayachi, comandant del corredor Hexi (爱牙赤, fl. 1324), sisè fill
  - Kököchü, príncep de Ning (宁王 阔阔出, fl.1313), 8è fill
- Una dama desconeguda
  - Qutluq Temür (忽都鲁帖木儿; fl. 1324), 10è fill
- Asujin Khatun (阿速眞可敦)

## Poesia

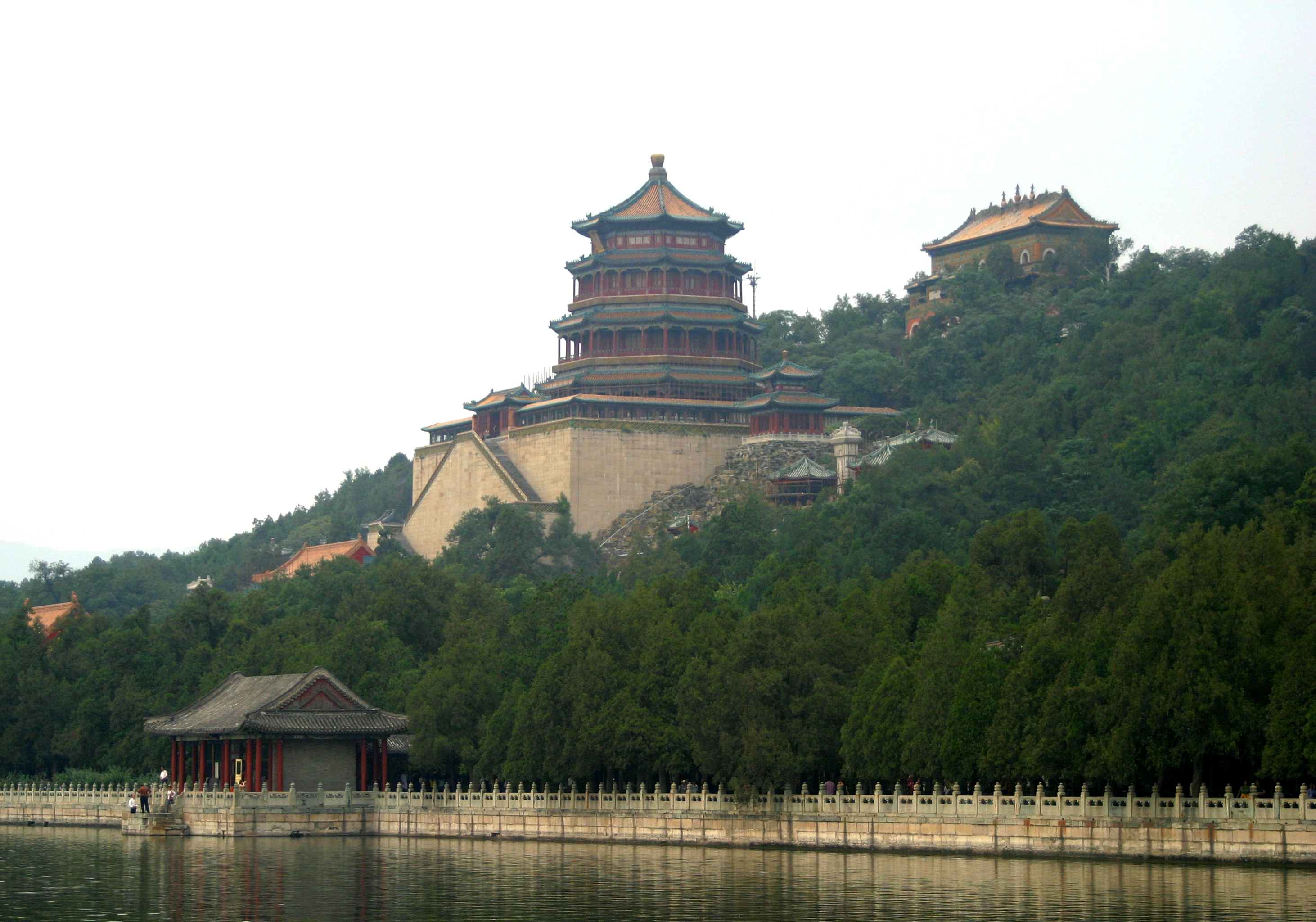
Palau d'Estiu de Pequín, on Kublai Khan va escriure el seu poema.

Kublai va ser un escriptor prolífic de poesia xinesa, encara que la majoria de les seves obres s'han perdut. Només un poema xinès escrit per ell s'inclou a la Selecció de poesia Yuan (元詩選), titulat "Inspiració gravada mentre gaudia de l'ascens a la muntanya de primavera". Va ser traduït al mongol per l'estudiós mongol interior B.Buyan en el mateix estil que la poesia mongol clàssica i transcrit al ciríl·lic per Ya. Ganbaatar. Es diu que una vegada a la primavera Kublai Khan va anar a adorar a un temple budista al Palau d'Estiu a l'oest de Khanbaliq (Beijing) i de tornada va pujar al Palau d'Estiu de Pequín (Tumen Nast Uul en mongol), on es va omplir d'inspiració i va escriure aquest poema.
| Traducció mongol de Buyan Havar tsagiin nairamduu uliral dor anhilam uulnaa avirlaa Halshralgui orgil deer garaad Altan Nüür dor baraalhchuhui Hüis tsetseg tuyaaran myaralzaad ölziit öngö solongormui Hülisiin utaa hüdenten tunaraad belegt gerel tsatsarmui Hadan deerh has hulsnaa huriin dusal bömbölzönhön Halil davaanii nogoon narsnaa serchigneh salhi högjimdmüi Buddiin süm dor burhnii ömnö hüj örgön ayaarlaad Butsah zamd süih teregnee höh luu hölöglöjühüi | Traducció de la versió mongol de Buyan Vaig pujar al Turó de les olors en l'estació amistosa de la primavera Sense desanimar-me, vaig pujar al cim i vaig trobar la Cara daurada Les flors brillaven amb raigs brillants i colors auspicis brillaven com un arc de Sant Martí El fum d'encens s'elevava com una boira i emanava una llum beneïda Les gotes de pluja eren com bombolles sobre bambús de jade a la vora de la gran roca El vent que bufava va tocar una cançó entre els pins verds del port de muntanya Davant del Buda al temple vaig fer la cerimònia de l'encens I a la tornada vaig muntar un Drac Blau al carruatge reial. |

## Khublai Khan a la cultura popular
- Samuel Taylor Coleridge escriví un poema homònim on el representava com una figura llegendària.[2]
- A la sèrie de televisió Marco Polo aparegué representat per l'actor Benedict Wong.[37]